# Křížová cesta (Andělská Hora)
Křížová cesta v Andělské Hoře na Bruntálsku vede z obce na Anenský vrch, který se nachází cca 1,5 kilometru severozápadně od obce.

## Historie
Křížová cesta na Anenském vrchu byla postavena roku 2005. Vede alejí k poutnímu kostelu svaté Anny. Tvoří ji čtrnáct dřevěných křížů s orámovanými pašijovými obrazy uprostřed. Původní zastavení pocházela z roku 1916. Čtrnáct stojanů doplněných obrazy od malíře Franze Templera se nedochovalo, jejich torza byla odstraněna v polovině 20. století. O založení nové cesty se roku 2001 zasloužil umělecký řezbář František Nedomlel.

### Poutní kostel svaté Anny
Na návrší pod Anenským vrchem původně stála kaple postavená v letech 1694–1696. Protože nedokázala pojmout tak velký počet lidí, jaký se zde scházel, bylo rozhodnuto o výstavbě kamenného kostela na vrchu kopce. Stavba probíhala v letech 1767–1770, kostel byl slavnostně vysvěcen 26. července 1770 na svátek svaté Anny.
Vedle kostela je kříž z roku 1772, je však ve velice špatném stavu. Kostel mnoho utrpěl za válek a vlivem nepříznivého počasí, v současnosti slouží jako poutní kostel.
K poutnímu místu vede z obce lipová alej, doplněná dalšími druhy stromů. Křížová cesta se nachází v horní části aleje.

## Odkazy

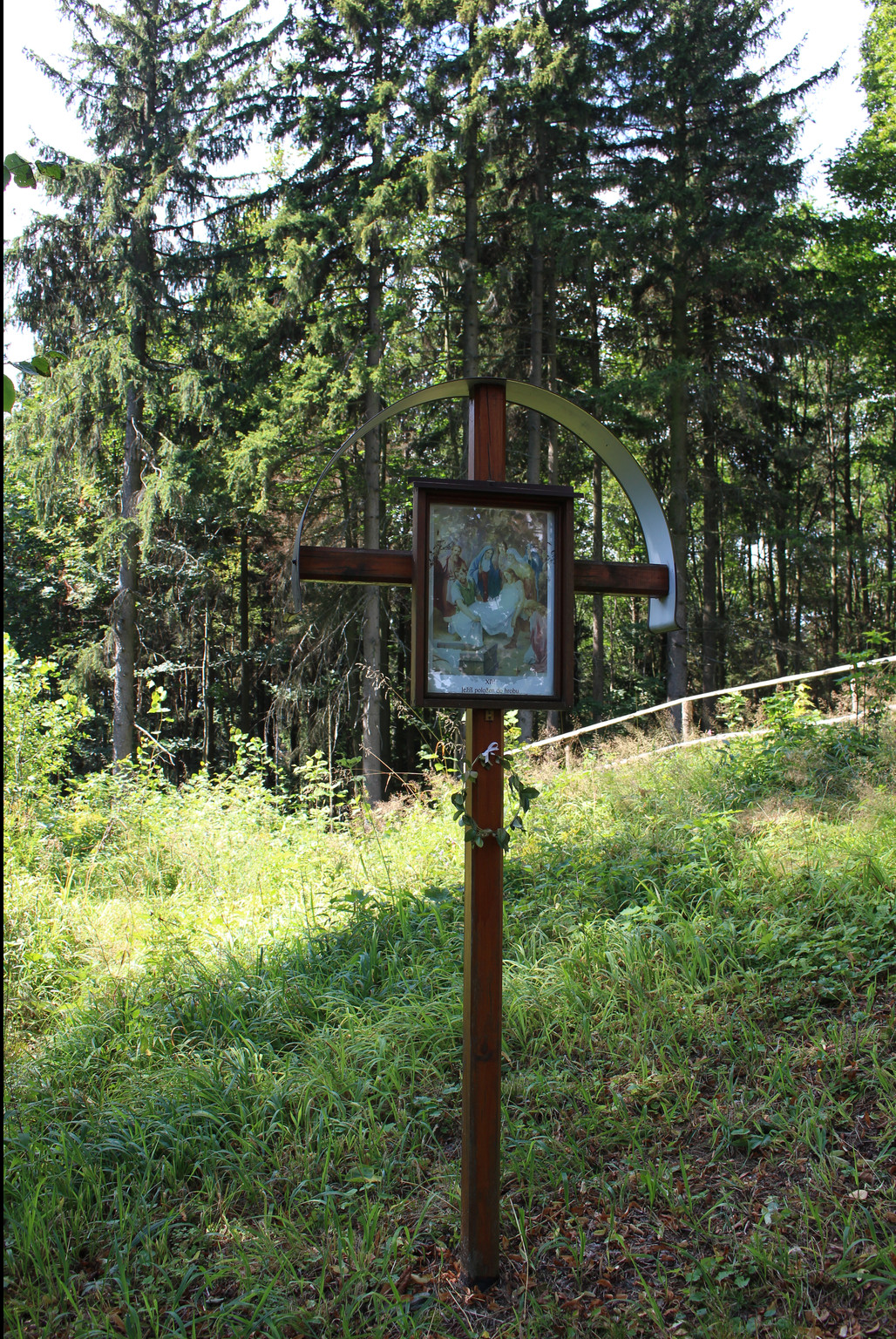
XIV. zastavení